# Бин (фамилия)
Бин — китайская фамилия (клан). 邴邴 (бинбин) — довольный, ясный.
Исторически иероглифом 邴 обозначалась местность в княжестве Чжэн в эпоху Чуньцю на территории нынешней провинции Шаньдун.

## Известные Бин 邴
- Бин Юань , 邴原 — исторический персонаж времён Восточной Хань.
- Бин Кэчжуан , 邴克庄 (1882—1948), уроженец провинции Ляонин, участник демократических преобразований в Китае, сторонник Сунь Ятсена. (недоступная ссылка)